# Richard Göransson
Richard Göransson, född 8 augusti 1978 i Örebro, är en svensk racerförare. Hans hustru heter Sofia och de båda bor strax utanför Örebro.

## Biografi

### Karting/Formel Ford
Richard Göransson började som de flesta racerförare, med karting, innan han gick vidare till Formel Ford. Första stora framgången kom 1996 när han blev SM-mästare i Formel Ford. 1999 tog han karriären utomlands och började som privatförare i det tyska Formel Ford-mästerskapet. 2001 kom den största framgången utomlands när han blev Europeisk Formel Ford-mästare efter en dominerande säsong där han vann 11 gånger och tog 12 pole positions på 20 starter.

### Swedish Touring Car Championship

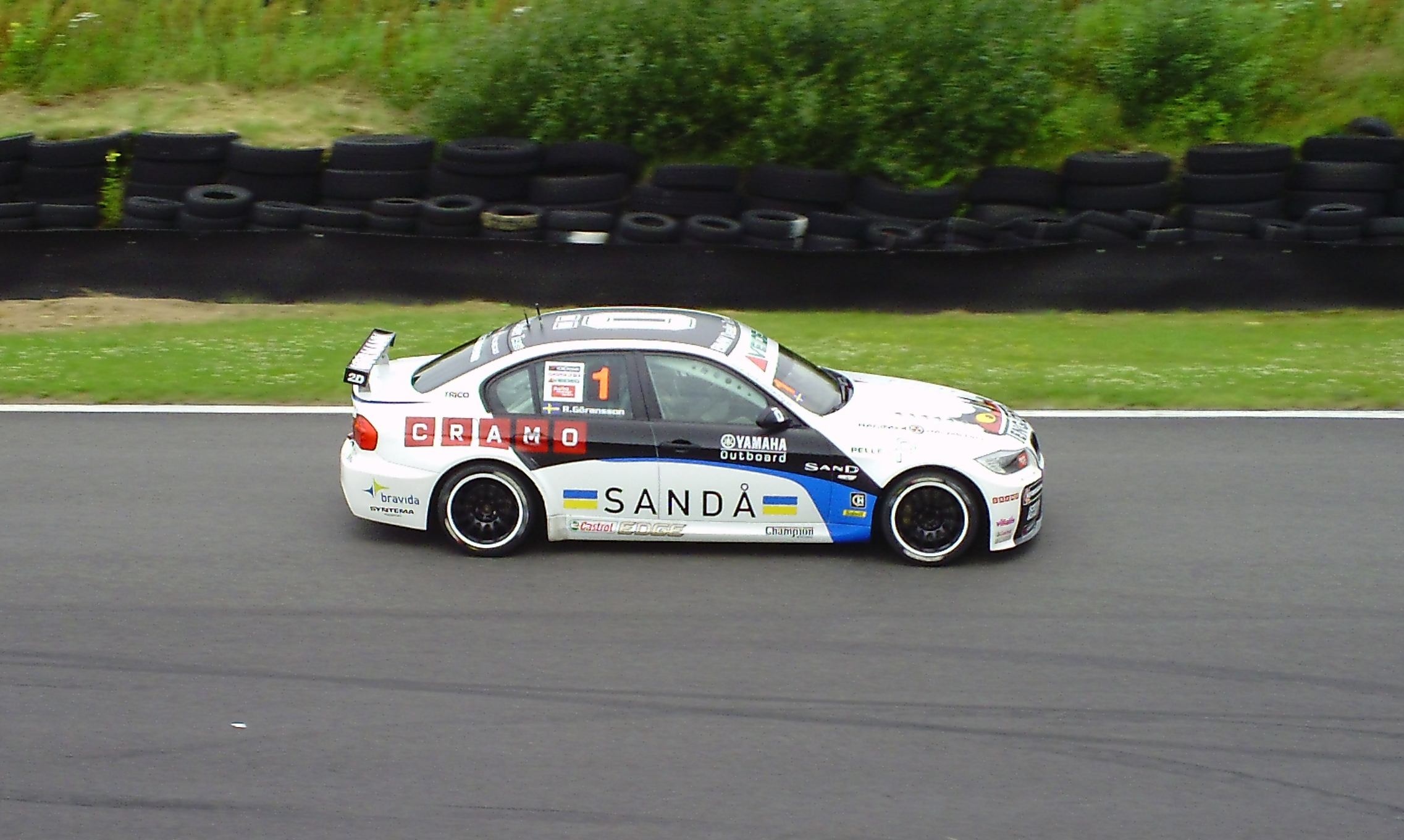
Richard Göransson i Scandinavian Touring Car Championship på Falkenbergs Motorbana 2011.

2003 tog han steget till Swedish Touring Car Championship och tävlade för BMW-stallet WestCoast Racing. Han slutade 5:a 2003 och blev utsedd till årets rookie efter att ha varit mycket snabb och plockat flest segrar. Lite för många misstag gjorde att han inte kunde slåss om titeln.
2004 lossnade det och han tog STCC-titeln överlägset. Örebro-sonen vann hälften av alla tävlingarna under säsongen och satte varvrekord på alla banor med sin BMW 320i E46. Samma år körde han sin första Nürburgring 24-timmarstävling för Engstler Motorsport och slutade 6:a i sin klass.
Säsongen 2005 gick om möjligt ännu bättre än året innan. Han plockade STCC-titeln ännu en gång för WestCoast Racing efter sex pallplatser varav två segrar på åtta tävlingar. Dessutom blev han Europeisk mästare för standardbilar då han vann FIA European Touring Car Cup på Vallelunga, bakom honom i resultatlistan fanns bland annat förare som Alessandro Zanardi och Jason Plato. Även detta året körde han Nürburgring 24-timmars för Schubert Motors och slutade nu 2:a i sin klass.
2006 bytte Richard Göransson stall och började nu tävla för Jan "Flash" Nilssons stall Flash Engineering. Med den nya BMW 320si E90-modellen blev Göransson 2:a och vann fem av nio tävlingar.
Året 2007 var desto motigare och säsongen inleddes med en krasch på Sturup där Göransson och Robin Rudholm kraschade kraftigt. Chassiet på Göranssons bil var så illa skadat att det var tvunget att bytas. Resultatet efter säsongens slut blev brons i förarmästerskapet medan stallet Flash Engineering plockade titeln i teammästerskapet. 2007 var tredje året Göransson deltog i Nürburgring 24-timmars. Örebro-sonen delade bil med legendariske Hans-Joachim Stuck, sonen Johannes Stuck och Claudia Hürtgen. Stallet slutade på en total fjärdeplats och plockade en överlägsen klasseger trots en krasch i slutskedet av tävlingen.
2010 blev Göransson historisk på två sätt. Det ena var att han blev först till 34 segrar och slog därför Jan "Flash" Nilssons rekord på 33. Det andra var att han blev först till fyra mästerskapstitlar i Swedish Touring Car Championship, något som ingen har. Han hade en tuff kamp mot Robert Dahlgren om titeln, men Göransson tog sig förbi i säsongens allra sista race.

### Scandinavian Touring Car Championship
Till säsongen 2011 bytte Swedish Touring Car Championship namn till Scandinavian Touring Car Championship, då det slogs ihop med Danish Touringcar Championship. Göransson tog ledningen i det första racet för säsongen, som gick på FDM Jyllandsringen. Han hade en klar ledning när bromsarna slutade fungera, och bilen gick rakt fram i en kurva. Göransson togs till sjukhus, där det visade sig att han fått frakturer på två kotor. Återhämtningstiden uppskattades till tre månader, men Göransson var tillbaka redan knappt två månader efter kraschen, till Göteborg City Race. I det första racet tog han sig i mål på åttonde plats, och fick därmed pole position i det andra. Han lyckades sedan hålla ledningen och vinna det andra racet, i sin comeback.

### TTA - Elitserien i racing
Till säsongen 2012 startades ett nytt standardvagnsmästerskap i Sverige, TTA – Elitserien i Racing, som en utbrytarserie från Scandinavian Touring Car Championship. Göransson fick där kontrakt med WestCoast Racing, som han tidigare kört Scandinavian Touring Car Championship med, för att köra en av deras fyra bilar med BMW-kaross. Göransson tar 1 seger och slutar sammanlagt sexa i mästerskapet.

### 2013
Till säsongen 2013 slås TTA och STCC ihop under namnet STCC, bilarna de kör är likadana som kördes i TTA året innan. Göransson stannar kvar i samma team som 2012, WestCoast Racing. Inledningsvis ser det bra ut för Göransson, men Thed Björk och  Volvo Polestar Racing drar snabbt iväg och vinner sedan mästerskapet. Göransson slutar tvåa, endast 1 poäng till tredje plats, som Robert Dahlgren tar.

### 2014
Under vintern 2014 meddelar Göransson att han ska byta team, närmare bestämt till Team Tidö.

## Karriär
- 2013: 2:a Scandinavian Touring Car Championship, BMW Silhouette Replica, BMW Dealer Team WCR
- 2012: 6:a TTA – Elitserien i Racing, BMW Silhouette Replica, BMW Dealer Team WCR
- 2011: 6:a Scandinavian Touring Car Championship, BMW 320si, WestCoast Racing
- 2010: 1:a Swedish Touring Car Championship, BMW 320si, WestCoast Racing
- 2009: 4:a Swedish Touring Car Championship, BMW 320si, WestCoast Racing
- 2008: 1:a Swedish Touring Car Championship, BMW 320si, Flash Engineering
- 2008: 3:a FIA European Touring Car Cup, BMW 320si, STCC Flash Engineering Team Olsbergs
- 2008: DNF Nürburgring 24-timmars, BMW Z4, Schubert Motors
- 2007: 3:a Swedish Touring Car Championship, BMW 320si, Flash Engineering
- 2007: 1:a Nürburgring 24-timmars, BMW Z4, Schubert Motors
- 2006: 2:a Swedish Touring Car Championship, BMW 320si, Flash Engineering
- 2005: 1:a Swedish Touring Car Championship, BMW 320i, WestCoast Racing
- 2005: 1:a FIA European Touring Car Cup, BMW 320i, WestCoast Racing
- 2005: 2:a Nürburgring 24-timmars, BMW, Schubert Motors
- 2005: DNF Dubai 24-timmars, BMW, Schubert Motors
- 2004: 1:a Swedish Touring Car Championship, BMW 320i, WestCoast Racing
- 2004: 6:a Nürburgring 24-timmars, BMW, Schubert Motors
- 2003: 5:a Swedish Touring Car Championship, BMW 320i, WestCoast Racing
- 2002: 2:a Formel Ford Festivalen, England
- 2001: 1:a Formel Ford, Europaserien
- 2001: 4:a Formel Ford, England
- 1999: 10:a Formel Ford, Tyskland
- 1999: Inhopp Formel Ford, Europaserien
- 1998: Inhopp Swedish Touring Car Championship, Ford Mondeo
- 1997: 2:a Formel Ford NM
- 1996: 1:a Formel Ford SM
- 1993: 14:e VM Gokart
- 1992: Gokartlandslaget
- 1991: 1:a Danska Gokartmästerskapet
- 1990: 1:a Mellansvenska Gokartmästerskapen
- 1990: 1:a Ronnie Petersson Memorial
- 1989: 2:a Mellansvenska Gokartmästerskapen